# Матюшин, Михаил Васильевич
Михаи́л Васи́льевич Матю́шин (1861[…], Нижний Новгород — 14 октября 1934[…], Ленинград) — русский художник, музыкант, теоретик искусства, один из лидеров русского авангарда первой половины XX века. Композитор футуристической оперы «Победа над Солнцем» (1913), прославившей Казимира Малевича.

## Биография
Родился 16 октября 1861 года. Oтец — Николай Александрович Сабуров из актёрской династии Сабуровых. Дед — актёр А. М. Сабуров, бабушка — актриса А. Т. Сабурова, сестра отца — актриса Екатерина Сабурова. Мать художника — Ирина Петровна Матюшина воспитывала его одна, дав ему свою фамилию.
С 1870 года пел в церковном хоре. В 1874 году старший брат Николай забрал его в Москву.
С 1877 по 1881 годы обучался в Московской консерватории по классу скрипки, и затем работал скрипачом Придворного оркестра в Петербурге. С 1882 года по 1913 он был первой скрипкой Придворного оркестра.
С 1894 по 1905 годы посещал Рисовальную школу Общества поощрения художеств, затем — школу-студию Я. Ф. Ционглинского.

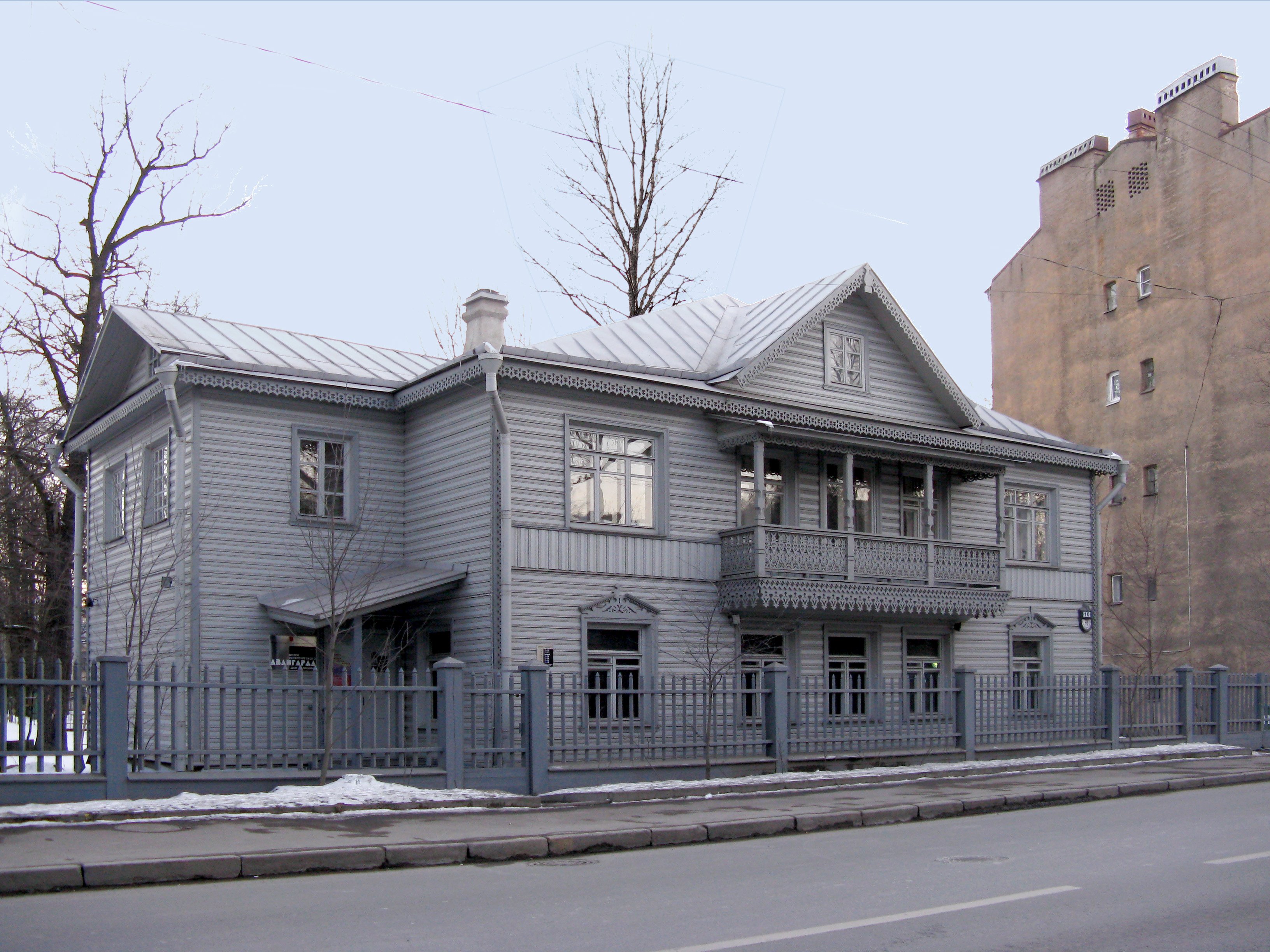
Дом Матюшина

В 1908—1910 годах Матюшин и его жена Елена Гуро входили в складывающийся круг русских кубофутуристов-«будетлян» (Давид Бурлюк, Василий Каменский, Велимир Хлебников), они встречались в доме Матюшиных на Песочной улице в Петербурге (ныне Музей петербургского авангарда на улице Профессора Попова, Петроградская сторона), там было основано издательство «Журавль», в 1910 вышел первый сборник кубофутуристов «Садок судей». До 1917 в этом издательстве Михаил Матюшин выпустил 20 футуристических книг.
Похоронен в Мартышкине.

## Творческий путь

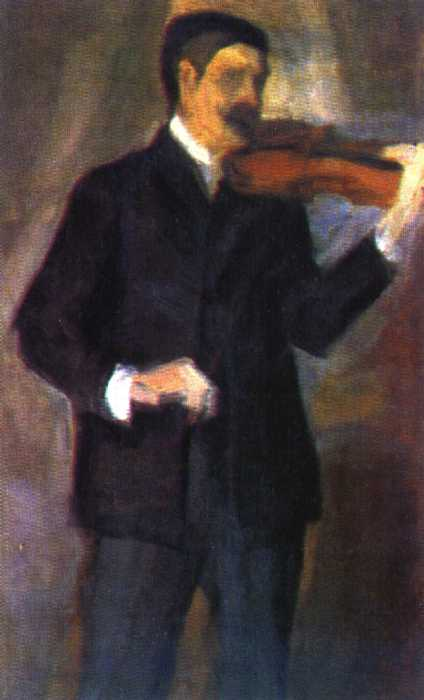
Матюшин на портрете работы Елены Гуро, 1903

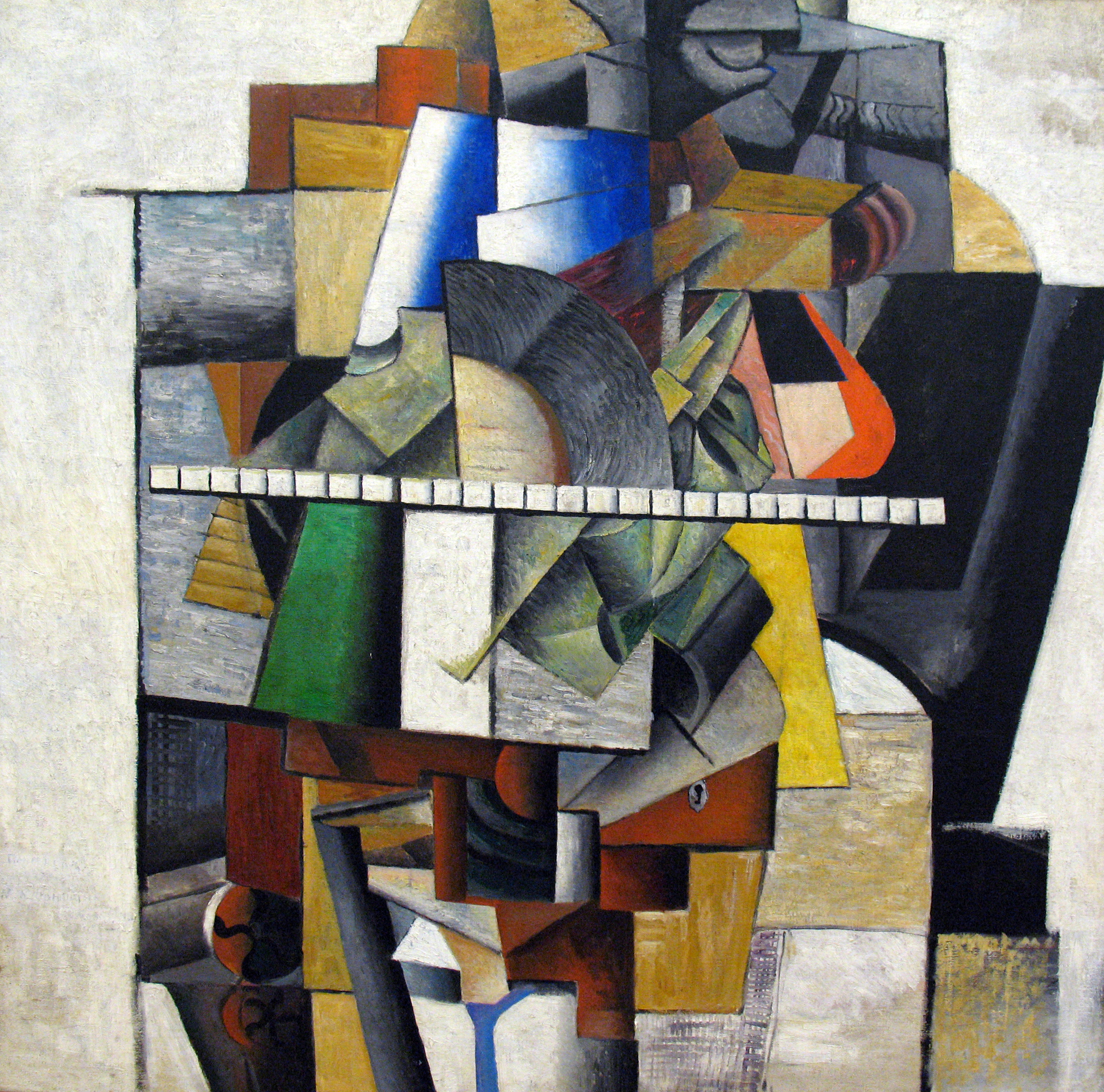
Портрет Михаила Матюшина (К. Малевич, 1913).

Михаил Матюшин, как и некоторые другие художники того времени, прошёл через модернизм в сторону авангарда. Его творчество далеко от революционности и радикализма других представителей авангарда. Его обостренное чувство «другого как себя», непрестанное вглядывание в самые глубины собственных душевных и духовных переживаний, стали его отличительной особенностью. Творческий поиск, глубокое вглядывание, желание анализа позволило стать Матюшину педагогом и теоретиком нового искусства.

В нашей жизни мы так ловко умеем прятаться за слово или в него рядиться, что все, нас окружающее, так насыщается этим действием слова, что мы перестаем замечать жизнь и значение всех вещей и их самостоятельную ценность. Новое искусство … учит понимать мир через простой непосредственный акт движения самого тела, через мимику, жест. И люди медленно, но верно, учась этому языку обгонят своё усталое, утомленное слово, скрывавшее так долго своими запыленными, выцветшими завесами живое тело природы и самого человека— Екатерина Бобринская. Жест в поэтике раннего русского авангарда
В живописи начиная с середины 1910-х годов Матюшин развивал идею «расширенного смотрения», возникшую под влиянием теории «четвёртого измерения» математика-теософа П. Д. Успенского. Вместе со своими учениками он организовал группу «Зорвед» (от «взор» и «ведать»). Помимо духовного аспекта теория расширенного смотрения включает в себя идею объединения
сумеречного (угол зрения до 180 градусов) и дневного (угол зрения около 30—60 градусов) зрения для обогащения впечатлений и знаний о натуре. Идеи «расширенного смотрения» применялись художником в его направлении, пространственный реализм, созданного в 1916—1926 годах.
В период работы Матюшина в ГИНХУКе (где он заведовал отделом органической культуры) группа «Зорвед» проводила исследования в области воздействия цвета на наблюдателя, в результате которых были открыты формообразующие свойства цвета — то есть влияние цветового оттенка на восприятие формы наблюдателем. При длительном наблюдении холодные оттенки придают форме «угловатость», цвет звездится, теплые оттенки наоборот создают ощущение округлости формы, цвет круглится.
Михаилом Матюшиным и его учениками были сделаны выводы о некоторых общих закономерностях изменяемости цвета и формы:
1. Цвет играет формообразующую роль: теплый цвет «смягчает», округляет острую форму, холодный цвет округлую форму — заостряет.
2. Изменение цвета и формы в зависимости от расширения угла зрения.
3. Усиление цветности формы и среды при условии движения этой формы в данной среде.
4. Изменение цвета во времени, когда огромную роль играет дополнительный цвет, вызывающий в свою очередь второй дополнительный, третий и т. д. (дополнительным Матюшин называет цвет индукции).
5. Роль движения в повышении энергии цветности.
6. Возникновение между цветным объектом и средой, в которую он помещен, третьего цвета — сцепляющего. Он разрешает сложные пространственные соотношения цветов, уравновешивает их на живописной плоскости, дает объемную выразительность без употребления светотени, очищает цвета, создавая их свечение.

Выводы из опытов фиксировались на таблицах, которые экспонировались на отчетных выставках отдела в ГИНХУКе в 1924, 1925, 1926 годах. Специально для показа за границей были выполнены планшеты (находятся в Стеделикмюсеуме в Амстердаме). Последние таблицы-выводы были сделаны в 1930 году для выставки в Ленинградском Доме искусств. В 1932 году был издан «Справочник по цвету».
Эти исследования легли в основу органического направления в русском авангарде XX века.
Исследователи причисляют музыку Матюшина к музыкальному авангарду. Считается, что главным был поиск «нового мирослышания», «звукового миросозерцания», который отражался как в его музыке так и в литературных манифестах (манифест Матюшина «К руководству новых делений тона») и в «артефактах», каковы, например, первая футуристическая опера «Победа над солнцем».

## Семья

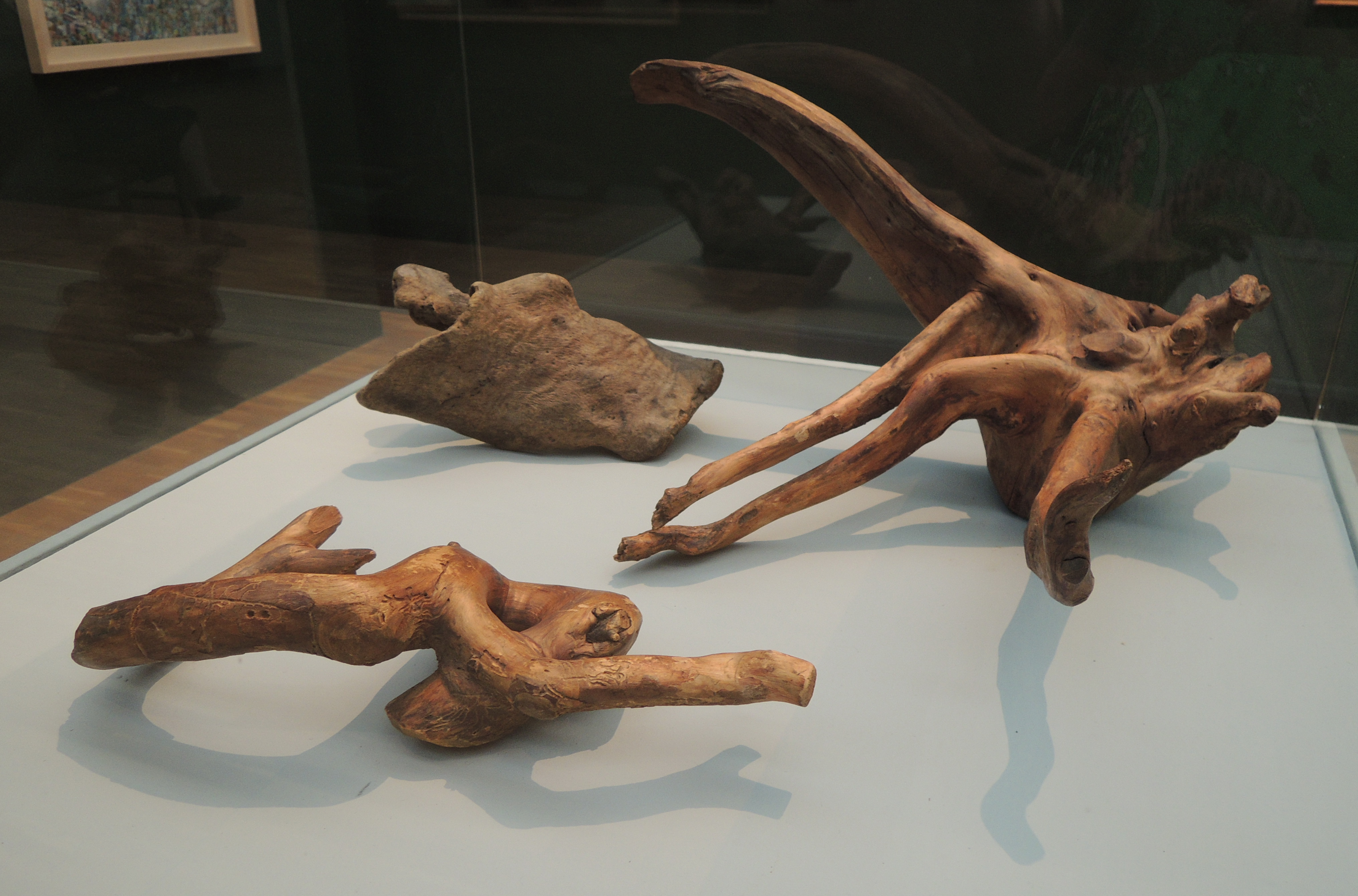
«Корневая скульптура», 1920-е. Деревo. ГТГ

- Жена c 1887 по 1906 — Мария Ивановна Патцак (1865—1915) — художница, дочь австрийского подданного. Брак был зарегистрирован в январе 1887 года. В семье Матюшина и Патцак родилось четверо детей, три дочери и сын. Официальный развод состоялся в 1906 году.
- Жена с 1906 по 1913 — Элеонора Генриховна Гуро — художница и поэтесса.
- Жена с 1913 по 1934 — Ольга Константиновна Громозова (1885—1975). О. К. Громозова родилась в городе Слободском Вятской губернии в семье земского деятеля, сотрудника кустарного склада. В 1910 году переехала в Петербург, была членом марксистского кружка, заведовала нелегальной библиотекой, работала в основанном Владимиром Бонч-Бруевичем издательстве «Жизнь и знание». В 1912 году познакомилась с М. В. Матюшиным и Э. Г. Гуро. После смерти Э. Г. Гуро Ольга Громозова приняла предложение М. В. Матюшина стать его женой и поселилась в доме 10 на Песочной улице. Этот брак (официально зарегистрированный только в 1922 году) продолжался 21 год вплоть до смерти Матюшина в 1934 году. О. К. Матюшина известна как автор воспоминаний о Владимире Бонч-Бруевиче, Вацлаве Воровском, Марии Ульяновой[уточнить], Максиме Горьком. Автор книг для детей («Малярка»). Написала автобиографическую повесть «В домике на Песочной».

Дети:
- Анна Михайловна Матюшина (1890, Санкт-Петербург — 1976, там же)
- Лидия Михайловна Матюшина (1892, Санкт-Петербург — февраль 1942, умерла в блокадном Ленинграде)
- Николай Михайлович Матюшин (1896, Санкт-Петербург — 1917 (?), участвовал в Первой мировой войне, не вернулся с фронта)
- Мария Михайловна Матюшина (1899, Санкт-Петербург — 1988, там же).

## Публикации
- О книге Метценже-Глеза «О кубизме» // Союз молодежи. № 3, Санкт-Петербург, 1913
- Футуризм в Петербурге // Первый журнал русских футуристов. № 1-2. Москва, 1914
- Руководство к изучению четвёртого тона для скрипки. Петроград, 1915
- О выставке последних футуристов // Весенний альманах «Очарованный странник». Петроград, 1916
- Закономерности изменяемости цветовых отношений // Справочник по цвету. Москва — Ленинград, 1932. Переиздание: Михаил Матюшин. Справочник по цвету. Закономерность изменяемости цветовых сочетаний. — М.: Д. Аронов, 2007. — 72 с. — ISBN 978-5-94056-016-4 (ошибоч.).
- О старой и новой музыке // Альманах Уновис № 1: Факсимильное издание. Подготовка текста, публикация, вступ. статья Татьяны Горячевой. — М.: СканРус, 2003. — ISBN 5-932210-18-4.

## Память
- В 2006 году в Санкт-Петербурге в доме на Песочной улице, где жили Матюшин и Гуро (современный адрес — улица Профессора Попова, дом 10) открылся Музей петербургского авангарда.

## Работы находятся в собраниях
- Государственная Третьяковская галерея, Москва,
- Государственный Русский музей, Санкт-Петербург,
- Государственный музей истории Санкт-Петербурга,
- Государственный музей изобразительных искусств имени А. С. Пушкина, Москва,
- Музей Органической Культуры, Коломна